# Enquête sur l'évolution littéraire
L'Enquête sur l'évolution littéraire est un recueil d'entretiens de Jules Huret avec 64 écrivains, paru en volume en 1891.

## Enquête
Initialement publié dans L'Écho de Paris du 3 mars au 5 juillet 1891, ce « reportage expérimental » a pour but d'appréhender comme un ensemble la littérature du moment et de discerner les forces qui la sous-tendent. 

« Il ne faut donc pas voir, dans l’Enquête que je soumets au public, une étude générale de notre littérature pendant une période caractérisée par des concomitances, des affinités intellectuelles et morales comme l’ont été le romantisme et le naturalisme, comme le seront peut-être le symbolisme et le psychologisme. Elle offre, plus simplement, sous l’inquiète lorgnette de l’actualité et dans le champ clos d’un journal, le spectacle, pour la première fois, Mesdames et Messieurs, d’artistes présentés en liberté et mal embou...lés, qu’on se le dise afin que n’en ignore la foule dont la férocité se complait dans toutes les arènes. »

Huret se comporte en ethnologue qui découvre une tribu aux fratries innombrables, mais renouvelle la définition de la République des Lettres, en effectuant un recensement systématique. 
L'enquête a un grand succès, grâce à un subtil dosage entre la nouveauté de l’interview, qui privilégie le « fait brut », et la tradition française d’un journalisme « de conviction » affichant des prétentions stylistiques et littéraires. Mais elle soulève de nombreuses controverses, car « chacun montrait plus d’attention à se payer la tête du voisin qu’à s’inquiéter de la sienne propre ». Leconte de Lisle en vient à menacer de provoquer Anatole France en duel. 
La mise en scène est soignée :  Huret présente « une sorte de zoo, visant à susciter chez ses visiteurs l’admiration ou la curiosité. » Il capte le détail qui établit la connivence avec le lecteur, pose la bonne question au bon moment, tend les perches qu’on ne demande qu’à saisir, dramatise les temps forts de la discussion. Tour à tour Rouletabille et Dupin, il pourchasse l’information, hante les coulisses, cherche à résoudre les mystères. Il transforme les chroniques de l’Enquête en œuvre d’auteur. « Il arrive à combiner les trois genres de l’enquête, du portrait et de la polémique. Surtout, il est l’un des premiers à créer l’évènement, à montrer la puissance du journal qui pouvait à lui tout seul engendrer une nouvelle Bataille d'Hernani. »
Si certains critiques ont qualifié l'Enquête d'échec, Huret préfère employer le mot défaite : « De mon programme, en effet, c’est à peine si j’ai pu suivre, oh ! pas toujours ! l’ordre des interviews. Quel, mon étonnement, quand j’ai vu, au lieu de la lutte courtoise où je conviais ces écoles, ces pugilats et ces estafilades d’assommeurs et de spadassins ! car j’avais rêvé de causeries malicieuses dans le laisser-aller d’un fauteuil, au pis-aller des dissertations graves »

## Classifications
La principale difficulté que rencontre Jules Huret est d’ordre taxinomique : comment classer un nombre considérable d’écrivains hétéroclites, quand chacun revendique sa différence ? Plutôt qu'une distinction entre romancier et poète, ou entre écrivain connu et écrivain inconnu, il préfère adopter un point de vue chronologique, et établir un tableau synoptique des "écoles". 
Il y ajoute, pour « s'éjouir d'une besogne qui ne fut pas toujours gaie », un tableau des tempéraments, des attitudes d'esprit manifestées sous ses yeux, ainsi qu'un classement des écrivains les plus cités par les autres.
| Écrivain                | École                      | Tempérament          |
| ----------------------- | -------------------------- | -------------------- |
| Juliette Adam           | Indépendants               | Théoricien           |
| Paul Adam               | Mages                      | Boxeur et savatier   |
| Jean Ajalbert           | Néo-réalistes              | Acide et pointu      |
| Paul Alexis             | Naturalistes               | Boxeur et savatier   |
| Gabriel-Albert Aurier   | Symbolistes et décadents   | Boxeur et savatier   |
| Maurice Barrès          | Psychologues               | Ironique et blagueur |
| Émile Bergerat          | Indépendants               | Ironique et blagueur |
| Jules Bois              | Mages                      | Théoricien           |
| Paul Bonnetain          | Néo-réalistes              | Acide et pointu      |
| Maurice Bouchor         | Indépendants               | Bénin et bénisseur   |
| Joseph Caraguel         | Néo-réalistes              | Boxeur et savatier   |
| Henry Céard             | Naturalistes               | Théoricien           |
| Victor Cherbuliez       | Indépendants               | Vague et morfondu    |
| Jules Clarétie          | Indépendants               | Bénin et bénisseur   |
| François Coppée         | Parnassiens                | Boxeur et savatier   |
| Lucien Descaves         | Néo-réalistes              | Boxeur et savatier   |
| Jean Dolent             | Indépendants               | Vague et morfondu    |
| Anatole France          | Psychologues               | Acide et pointu      |
| Gustave Geffroy         | Néo-réalistes              | Théoricien           |
| René Ghil               | Symbolistes et décadents   | Théoricien           |
| Edmond de Goncourt      | Naturalistes               | Théoricien           |
| Rémy de Gourmont        | Symbolistes et décadents   | Boxeur et savatier   |
| Gustave Guiches         | Néo-réalistes              | Ironique et blagueur |
| Edmond Haraucourt       | Parnassiens                | Boxeur et savatier   |
| Léon Hennique           | Naturalistes               | Vague et morfondu    |
| Charles Henry           | Théoriciens et philosophes | Théoricien           |
| Abel Hermant            | Néo-réalistes              | Bénin et bénisseur   |
| José-Maria de Heredia   | Parnassiens                | Boxeur et savatier   |
| Paul Hervieu            | Psychologues               | Bénin et bénisseur   |
| Joris-Karl Huysmans     | Naturalistes               | Boxeur et savatier   |
| Jean Jullien            | Néo-réalistes              | Bénin et bénisseur   |
| Gustave Kahn            | Indépendants               | Boxeur et savatier   |
| Pierre Laffitte         | Théoriciens et philosophes | Théoricien           |
| Leconte de Lisle        | Parnassiens                | Boxeur et savatier   |
| Jules Lemaître          | Psychologues               | Acide et pointu      |
| Maurice Maeterlinck     | Symbolistes et décadents   | Théoricien           |
| Stéphane Mallarmé       | Symbolistes et décadents   | Théoricien           |
| Paul Margueritte        | Néo-réalistes              | Bénin et bénisseur   |
| Guy de Maupassant       | Naturalistes               | Vague et morfondu    |
| Catulle Mendès          | Parnassiens                | Théoricien           |
| Octave Mirbeau          | Néo-réalistes              | Boxeur et savatier   |
| Jean Moréas             | Symbolistes et décadents   | Boxeur et savatier   |
| Charles Morice          | Symbolistes et décadents   | Acide et pointu      |
| Papus                   | Mages                      | Vague et morfondu    |
| Josephin Péladan        | Mages                      | Boxeur et savatier   |
| Edmond Picard           | Indépendants               | Théoricien           |
| Raoul Ponchon           | Indépendants               | Ironique et blagueur |
| Pierre Quillard         | Parnassiens                | Bénin et bénisseur   |
| Henri de Régnier        | Symbolistes et décadents   | Bénin et bénisseur   |
| Adrien Remacle          | Symbolistes et décadents   | Boxeur et savatier   |
| Ernest Renan            | Théoriciens et philosophes | Ironique et blagueur |
| Jean Richepin           | Indépendants               | Boxeur et savatier   |
| Édouard Rod             | Psychologues               | Vague et morfondu    |
| J.-H. Rosny             | Néo-réalistes              | Boxeur et savatier   |
| Saint-Pol-Roux          | Symbolistes et décadents   | Théoricien           |
| Camille de Sainte-Croix | Psychologues               | Boxeur et savatier   |
| Armand Silvestre        | Parnassiens                | Théoricien           |
| Sully-Prudhomme         | Parnassiens                | Théoricien           |
| Laurent Tailhade        | Parnassiens                | Acide et pointu      |
| Auguste Vacquerie       | Indépendants               | Bénin et bénisseur   |
| Paul Verlaine           | Symbolistes et décadents   | Acide et pointu      |
| Gabriel Vicaire         | Indépendants               | Bénin et bénisseur   |
| Charles Vignier         | Symbolistes et décadents   | Acide et pointu      |
| Émile Zola              | Naturalistes               | Boxeur et savatier   |

Jean Dolent et Léon Hennique ont refusé l'entretien.

## Éditions
- Jules Huret, Enquête sur l'évolution littéraire, conversations avec MM. Renan, de Goncourt, Émile Zola, Guy de Maupassant, Huysmans, Anatole France, Maurice Barrès... etc., Paris, Charpentier, 1891 (lire en ligne sur wikisource)
- Jules Huret, Enquête sur l'évolution littéraire, préface et notices de Daniel Grojnowski, José Corti, 1999  (ISBN 2-7143-0706-X)
- Jules Huret, Enquête sur l'évolution littéraire : conversations avec MM. Zola, Renan, de Goncourt, Maupassant, Huysmans, France, Barrès, Mallarmé, Verlaine, Saint-Pol-Roux, Maeterlinck, Mirbeau, de Heredia, Leconte de Lisle, Paris, Éditions Grasset, 2023, 369 p. (ISBN 978-2-246-83355-0)